# Roman's Revenge
Roman's Revenge е песен на американско-тринидадската рапърка Ники Минаж, от дебютния ѝ албум Pink Friday.
Песента е дует с Еминем. Тя е първият промоционален сингъл от албума. Издадена е на 30 октомври 2010 г.

## Композиция
Написана е от Ники Минаж и Еминем. Продуцирана е от Суиз Бийтс. В песента Минаж и Еминем пеят като алтер еготата си – Роуман Золански и Слим Шейди.

## Ремикси
В ремикса на песента участва и Лил Уейн.Освен ремикс с Лил Уейн има и ремикс, в който участва Бъста Раймс.

## История на издаване
| Държава | Дата                | Версия            |
| ------- | ------------------- | ----------------- |
| САЩ     | 30 октомври 2010 г. | Оригинална версия |
| САЩ     | 19 януари 2011 г.   | Ремикс            |

## Позиции в музикалните класации
| Държава                           | Позиция |
| --------------------------------- | ------- |
| Великобритания (UK Singles Chart) | 125     |
| Великобритания (UK R&B Chart)     | 29      |